# Agnes Jama
Pour les articles homonymes, voir Jama.
Agnes Jama (Dürnstein, 11 juin 1911 – La Haye, 27 septembre 1993) est une compositrice et pianiste néerlandaise.

## Biographie
Agnes Jama naît dans l'ancienne Autriche-Hongrie, près de Vienne, de Louise van Raders, issue de la noblesse néerlandaise et du peintre impressionniste slovène, Matija Jama. Parlant allemand et néerlandais, elle est élevée avec sa sœur Madeleine, dans le milieu de sa mère à La Haye et lorsqu'elle a dix ans, son père retourne seul à Ljubljana, sa ville natale. Vers sa vingtième année elle est naturalisée néerlandaise. Elle travaille avec le pianiste et compositeur Bernhard van den Sigtenhorst Meyer, en vue de l’examen national de piano. Elle joue volontiers Bartók, qui lui est cher, mais aussi Debussy, Messiaen et Chopin.
Elle se marie deux fois et divorce ; le second avec Hans Citroen, alors secrétaire du chef d'orchestre Willem van Otterloo. Elle a trois enfants : Peter, Hans et Soesja (nl), chanteuse de jazz et compositrice, surnommée the virgin voice.
Dans le courant des années 1950, elle compose quatre pièces de musique de chambre, dont sa Suite pour violon et piano (1952) qui remporte le prix Incentive de la fondation Johan Wagenaar. Dans la décennie suivante, elle prend des cours auprès de Ton de Leeuw et s'intéresse à la musique vocale à travers le monde, en vue de la composition de Vocatio (1970), pour mezzo-soprano, clarinette et piano. Héritant de son père une maison à Ljubljana, elle s'y rend et apprend la langue et se plonge dans vie slovène à peine connue.

## Œuvres
Les œuvres d'Agnes Jama, outre une influence balkanique (Sonatine), sont redevables à Debussy, Messiaen et Bartók. Dans le dernier mouvement de la sonate pour violoncelle, l'usage d'un strict contrepoint évoque l'influence de Paul Hindemith.

### Compositions
- Sonatine pour piano (1942 ; éd. Donemus)
  1. Grave sinistro
  2. Poco allegro rubato
- Suite pour violon et piano (1952 ; éd. Donemus)
  1. Tempo rubato
  2. Calmo assai
  3. Allegro ritmico
- Trois mélodies, pour voix et piano (1953) sur des poèmes de Jil de la Rie
  1. Rêverie
  2. Chant
  3. Danse
- Sonate pour violoncelle et piano (c. 1957)
  1. Andante cantabile
  2. Andante cantabile
  3.  = 75
- Vocatio pour mezzo-soprano, clarinette et piano (1971 ; éd. Donemus)

### Écrits
- (nl) Actie, reactie en ontspanning bij het klavierspel, 1989, 102 p.  (OCLC 66960040)
  - (en) Action in the fingers, reaction in the joints : no straining in piano playing, La Haye, Samzal, 1990, 57 p.  (OCLC 444483595)

## Discographie
- Œuvres musicales complètes - Marcel Worms, piano ; Irene Maessen, soprano ; Helena Rasker, alto/mezzo-soprano ; Soesja Citroen, voix/compositeur ; Ivar Berix, clarinette ; Ursula Schoch, violon ; Daniel Esser, violoncelle (13-14 février 2008, Challenge Classics CC72192) livret en ligne [PDF] (OCLC 872290912) Le disque est complété par Song for Ma de la chanteuse de jazz Soesja Citroen, fille d'Agnes Jama.